# Терере

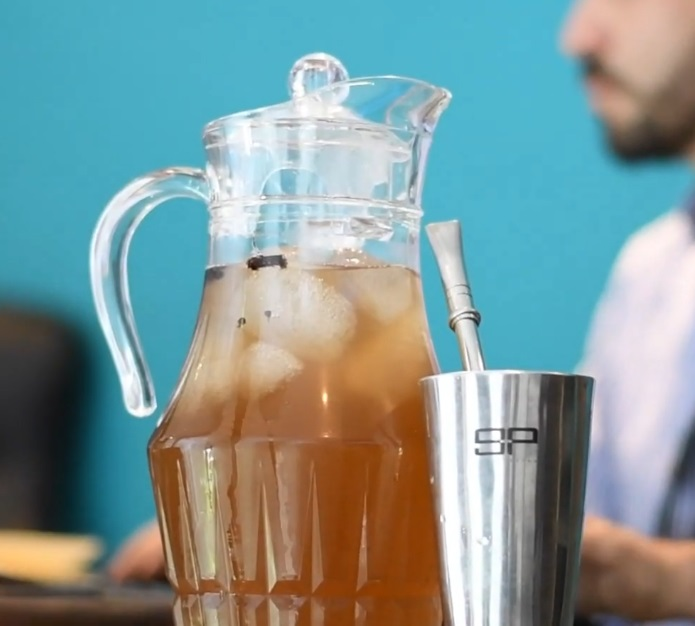
Традиционный терере с водой и травами

Терере́ (исп. tereré) — национальный напиток парагвайцев, приготовляемый из сушёных молотых листьев и молодых веток падуба парагвайского на холодной воде со льдом. Является разновидностью употребления йерба мате.

Существует множество рецептов приготовления терере: в него могут добавляться веточки мяты или других ароматических трав (yuyos — обиходное название набора трав для терере), корица, ваниль, а также лимон, фруктовые соки. Даже сами питейные заведения в Парагвае называются «терере». Кроме Парагвая, культура пития холодного йерба мате широко распространена в южных и юго-западных штатах Бразилии. Столица «бразильского терере» находится в приграничном с Парагваем городке Понта-Поран. Там же находится Музей терере. 

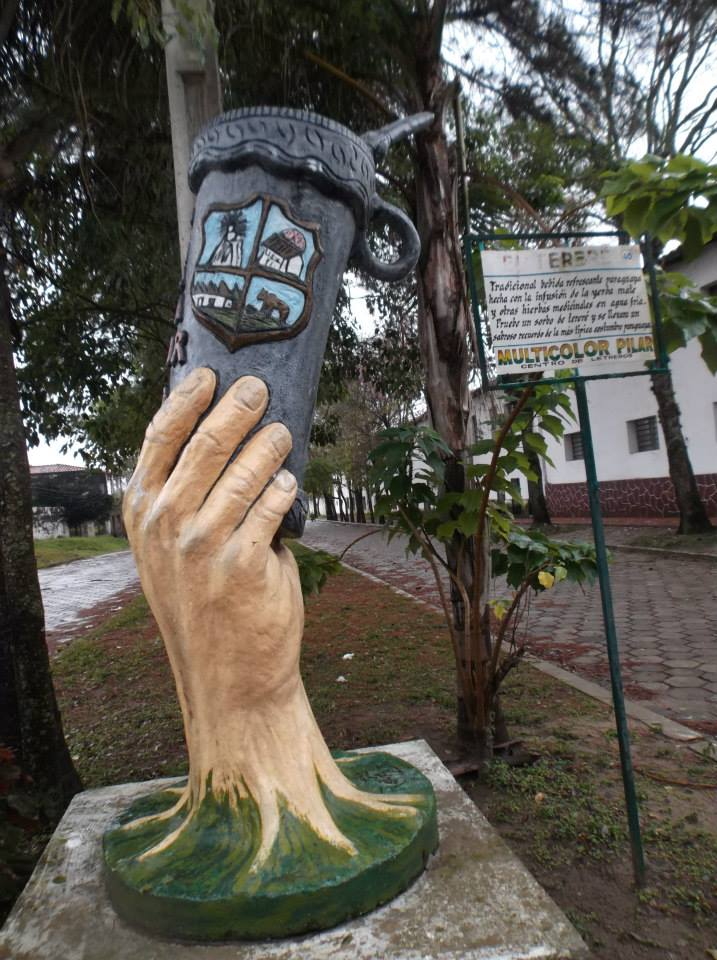
Памятник, посвященный терере, в городе Пилар

Однако именно Парагвай придал этому напитку национальный статус, и каждый год в последнюю субботу февраля в стране празднуется Национальный день терере (El Día Nacional del Tereré y del Ka’ay). 
17 декабря 2020 года ЮНЕСКО объявила терере нематериальным культурным наследием.

Как правило, терере приготовляется из йербы грубого помола (так называемая канчада — yerba canchada), не прошедшей финальной обработки.

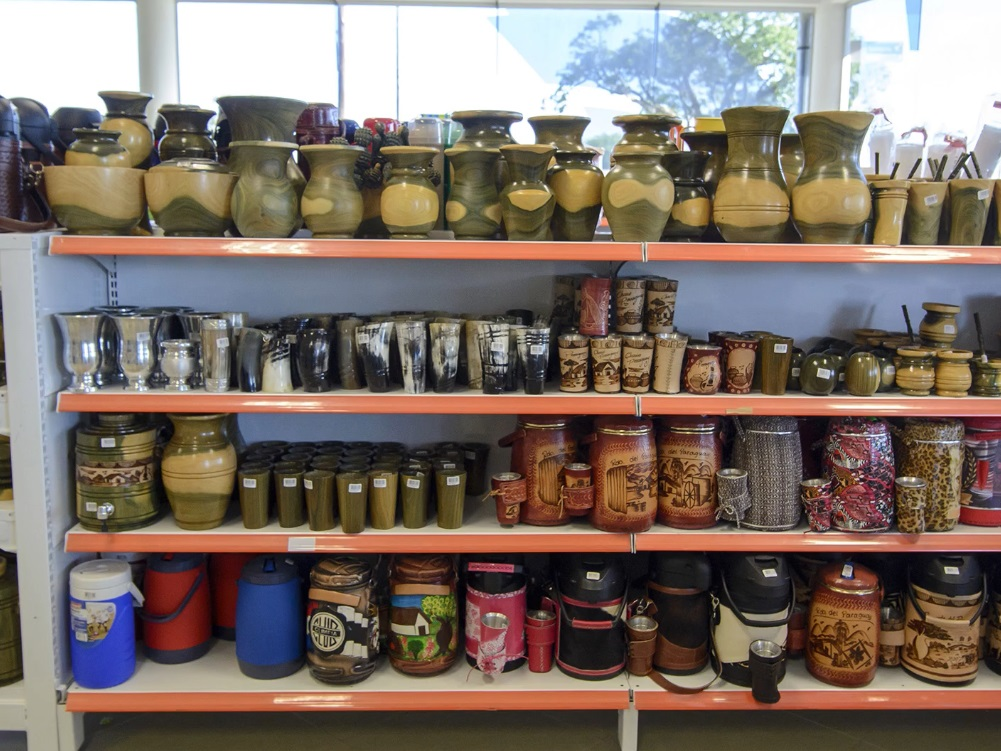
Сосуды и наборы для питья терере в магазине парагвайского города Филадельфия

Пьётся терере из стеклянной, керамической или серебряной посуды. В большинстве случаев приготовление терере начинается с наполнения гуампы или другого подходящего сосуда йербой на 2/3 - 3/4. Затем в воду добавляются кубики льда. Если в состав напитка входят травы или сок, их добавляют в воду в этот момент. При употреблении напитка воду проливают через йербу, находящуюся в гуампе, и пьют через бомбижью. В процессе питья жидкость постоянно доливается.

## История
Исторически холодный мате употреблялся народами гуарани. Затем терере распространился с миссиями иезуитов и эмигрантами, став популярным напитком.
Первая историческая справка о холодном питье мате принадлежит иезуитам, высоко оценившим действие йербы, поскольку она придавала бодрость и утоляла жажду лучше, чем вода. Отец Педро де Монтенегро (1663-1728), натуралист, писал: "Бог снабдил эту бедную землю сим лекарством, и оно подошло ее естественным обитателям так же, как какао подошло жителям Востока, потому как эти жаркие, влажные земли вызывают расслабление конечностей, и они чрезмерно потеют, и нет никакого средства, <...> чтобы это подавить, а есть только йерба, принимаемая в жаркую погоду с холодной водой, как это и делают индейцы...".
Некоторые источники утверждают, что терере распространился благодаря менсу - работникам, эксплуатируемым йербатерос (производителями мате): чтобы капанга (начальник) не понял, что месу пьют мате, они делали настой на воде комнатной температуры. Со временем, с появлением технологий и устройств для изготовления льда, в смесь мате стали добавлять лед, а затем - различные травы, специи и сок. Другое популярное мнение гласит, что распространению холодного питья йерба мате и возникновению культуры питья терере способствовала Чакская война. По одной из версий, это связано с тем, что парагвайские солдаты использовали йербу для фильтрации воды из болот и луж, чтобы пить ее (Чако - это большая пустынная равнина, на многих участках которой не хватает воды). По другой версии, солдатам было запрещено разводить костры, чтобы не выдать противнику свои позиции.

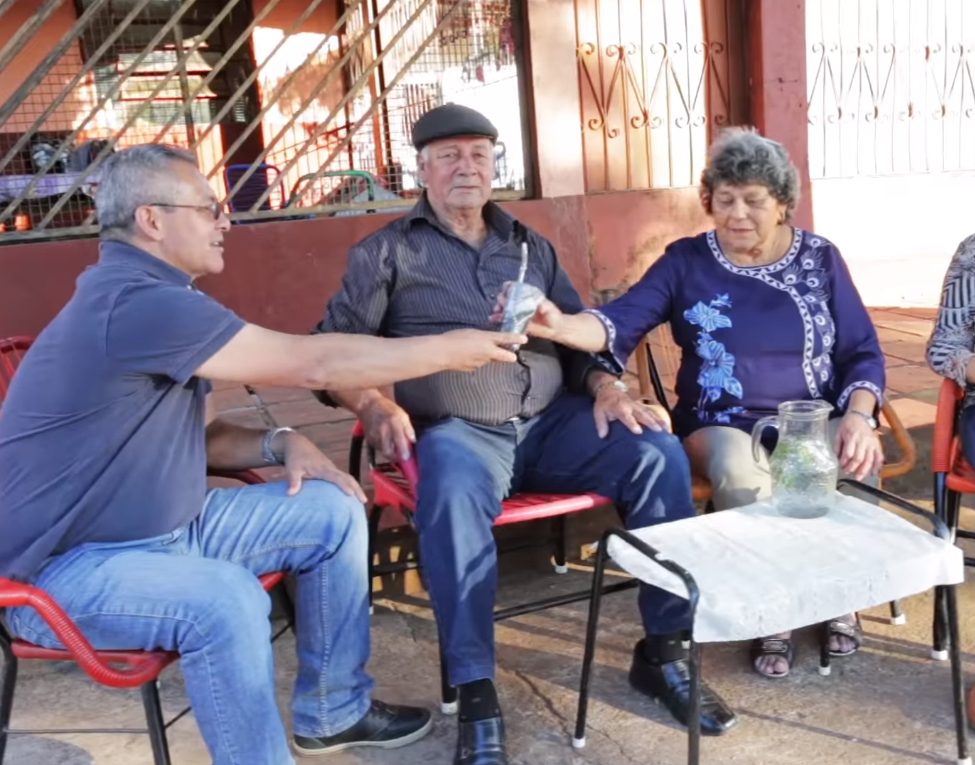
Пьющие терере парагвайцы на улице Педро-Хуан-Кабальеро

Обычно на группу людей готовят сосуд с водой и травами и мате с бомбильей. Практика потребления терере подразумевает совместное потребление в компании - это традиция, тесно связанная с культурной и социальной идентичностью парагвайцев. Она основана на взаимном доверии, инклюзивности и равенстве, поскольку не имеет социальных, классовых, религиозных, возрастных и гендерных границ.

## Состав терере

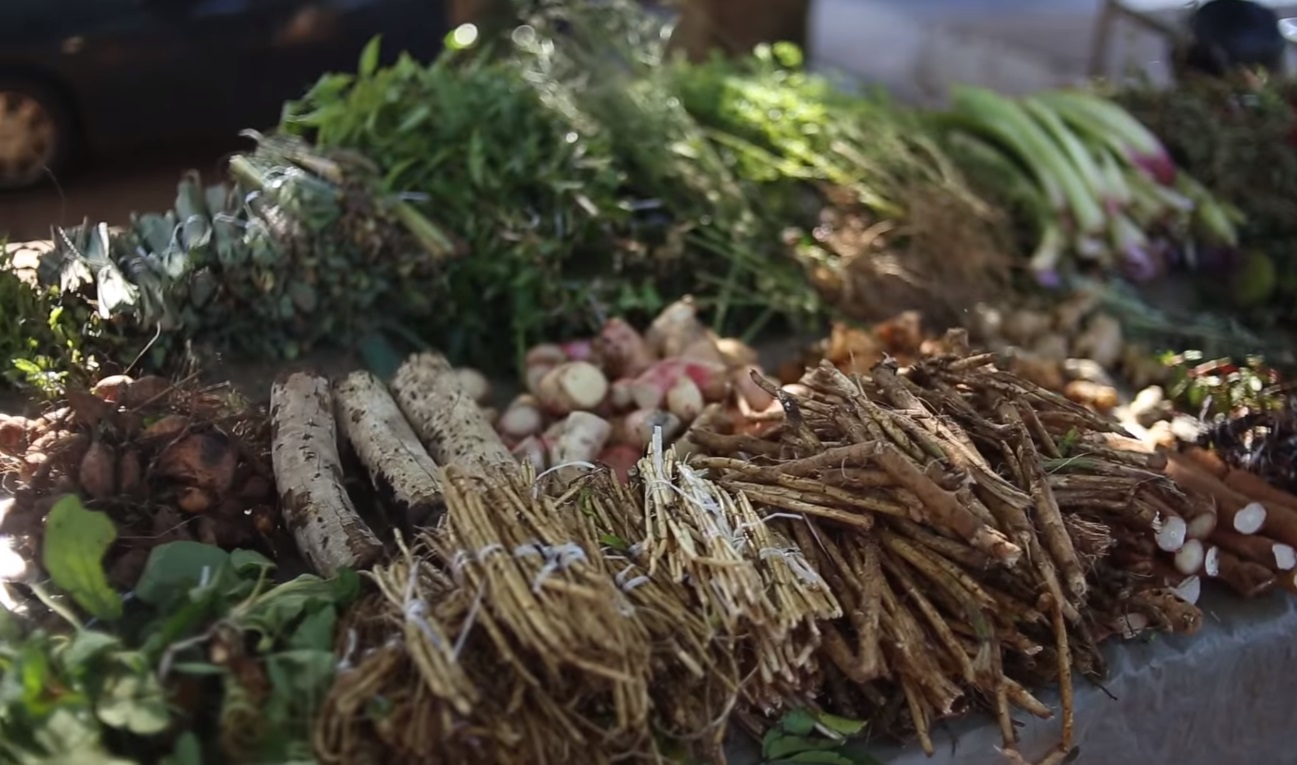
Травы "yuyos" для терере

Широко распространено добавление в терере как лекарственных, так и ароматических трав (т.н. "yuyos"). Традиционно используются такие растения, как: лимонная вербена, мята или пеперина (Minthostachys verticillata), "коку" (Allophylus edulis), сарсапариль, хвощи, "буррито" (Aloysia polystachya), Бегония клубочковая (Begonia cucullata), Ипомея двулопастная, вербена, киллинга (род Kyllinga), полынь, "цветок Святой Люсии" (Commelina erecta), скопария сладкая, мелисса, шафран, имбирь, Дорстения бразильская и другие. В настоящее время несколько франшиз продают ароматизированные кубики льда на основе лекарственных и освежающих трав и/или фруктов для употребления в терере, как в Парагвае, так и в центрально-западной Бразилии и северо-восточной Аргентине.
На северо-востоке Аргентины напиток обычно готовят либо с водой, лекарственными травами и кубиками льда (это называется tereré de agua - терере на воде), либо с цитрусовыми, как в центрально-западной Бразилии, используя фруктовые соки - лимона, лайма, апельсина или ананаса. Данная практика варьируется в зависимости от региона, например, в провинции Формоса (Аргентина), как и в большинстве регионов Парагвая, терере готовят с лекарственными травами. В Южном Парагвае его часто готовят с соком цитрусовых.
Питьё терере с фруктовыми соками называют "tereré de jugo" (терере на соке) - на северо-востоке Аргентины, или "tereré ruso" (русский терере) - в Парагвае. Это связано с тем, что данная практика более распространена среди славянских иммигрантов.